# Jednostka regionalna Kefalinia
Jednostka regionalna Kefalinia (nwgr.: Περιφερειακή ενότητα Κεφαλονιάς) – jednostka administracyjna Grecji w regionie Wyspy Jońskie. Powołana do życia 1 stycznia 2011 w wyniku przyjęcia nowego podziału administracyjnego kraju. W 2021 roku liczyła 34 tys. mieszkańców.
W skład jednostki wchodzi tylko jedna gmina: Kefalinia.